# District de Muhanga
Le district de Muhanga se trouve dans la Province du Sud du Rwanda. Le chef lieu de District est la Ville de Muhanga. Le district comptait 358 433 habitants en 2022.
Il est l'un des huit districts de la province du Sud du Rwanda.

## Géographie
Le district a une superficie totale de 647,7 km2 et est divisé en 12 secteurs, 63 cellules et 331 villages. Les secteurs sont Cyeza, Kabacuzi, Kibangu, Kiyumba, Muhanga, Mushishiro, Nyabinoni, Nyamabuye, Nyarusange, Rongi, Rugendabari et Shyogwe. Les districts voisins sont Gakenke au nord, Kamonyi à l'est, Ruhango au sud, Korongi au sud-ouest et 
Ngororero à l'ouest.
La capitale est Muhanga (anciennement Gitarama). La frontière ouest du district est formée par la rivière Nyabarongo et la frontière sud par la rivière Biriganya.
Les précipitations annuelles totales sont d'environ 1 200 mm.

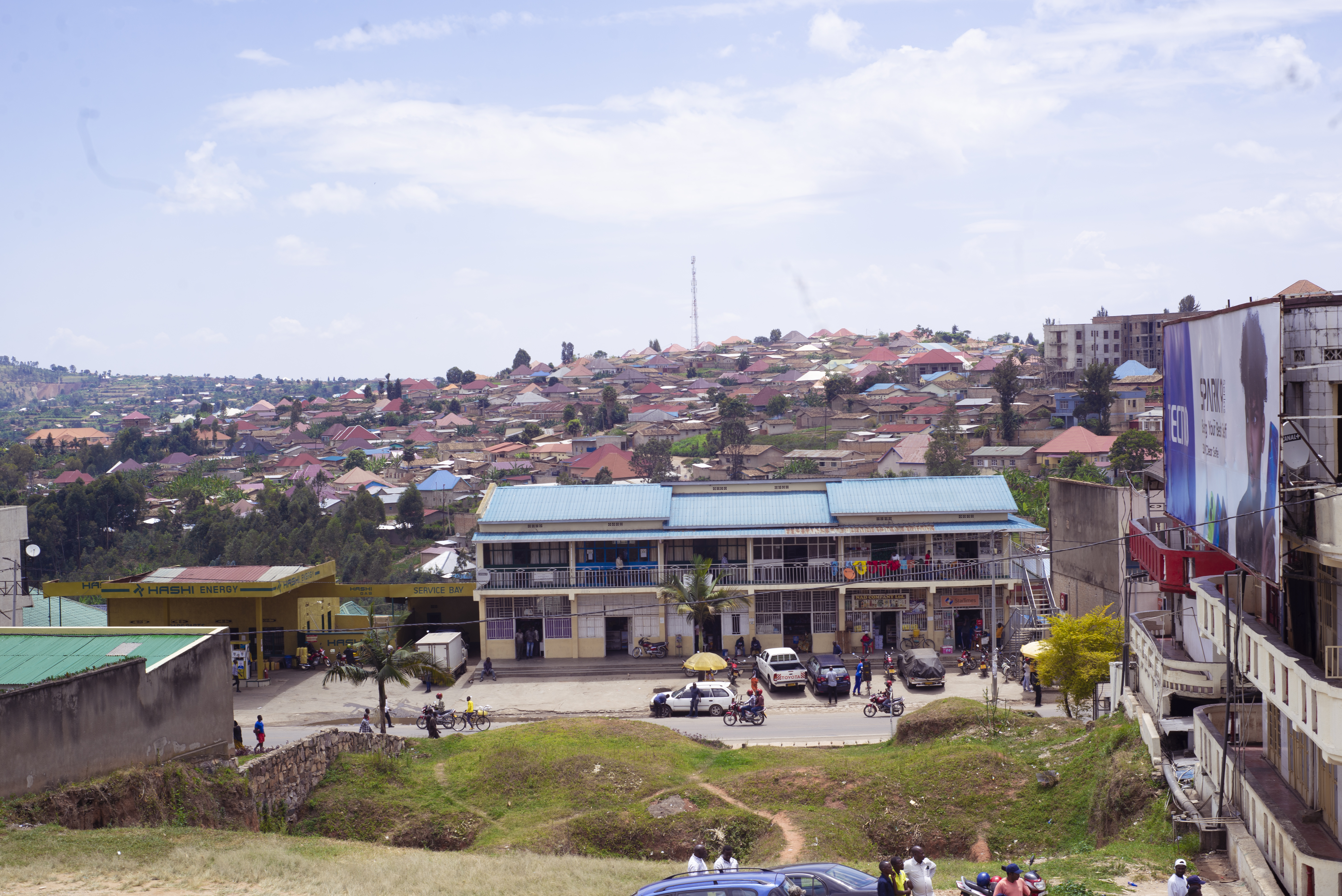
Vue de Muhanga

## Culture et histoire
À Kabgayi, au sud de Muhanga, se trouve la Cathédrale Notre-Dame-de-l'Immaculée-Conception de Kabgayi, construite en 1905 par l'Ordre Religieux des Pères Blancs. Le territoire du Rwanda faisait alors partie de la colonie de l'Afrique orientale allemande. Le pape Jean-Paul II a visité la cathédrale le 8 septembre 1990 et l'a élevée au rang de basilique mineure le 22 octobre 1992
.

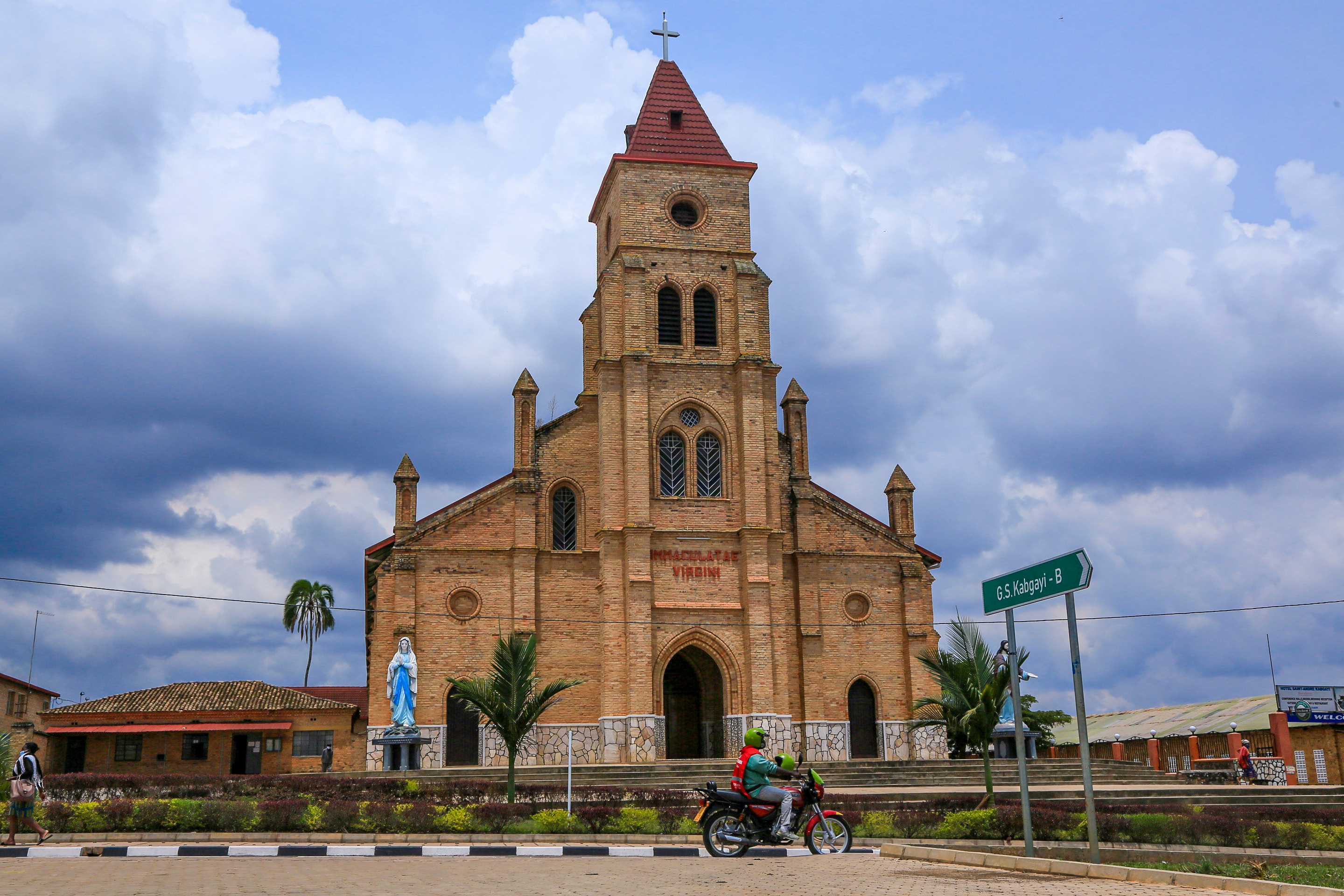
Cathédrale Notre-Dame-de-l'Immaculée-Conception de Kabgayi

Non loin de là, à l'emplacement d'une fosse commune, se trouve un mémorial du génocide rwandais de 1994. Après le génocide, la prison de Gitarama, près de Muhanga, était l’une des onze prisons du pays utilisées pour détenir des suspects.

## Politique
Le chef du gouvernement est Jacqueline Kayitare. En 2021, elle a été réélue pour un second mandat.

## Démographie
Selon le recensement de 2022, la population est de 358 433 habitants. La tendance démographique est à la hausse.
|          |             | Territoire [km²] | 2002    | 2012    | 2022    |
| -------- | ----------- | ---------------- | ------- | ------- | ------- |
| District | Muhanga     | 648,3            | 287.219 | 319.141 | 358.433 |
| Secteur  | Cyeza       | 57,03            |         | 30.209  | 34.540  |
| Secteur  | Kabacuzi    | 75,78            |         | 25.440  | 28.192  |
| Secteur  | Kibangu     | 47,77            |         | 20.028  | 20.326  |
| Secteur  | Kiyumba     | 59,37            |         | 21.766  | 23.364  |
| Secteur  | Muhanga     | 62,12            |         | 25.819  | 28.700  |
| Secteur  | Mushishiro  | 53,06            |         | 20.200  | 21.071  |
| Secteur  | Nyabinoni   | 39,29            |         | 16.780  | 16.253  |
| Secteur  | Nyamabuye   | 29,71            |         | 44.645  | 59.961  |
| Secteur  | Nyarusange  | 61,74            |         | 25.712  | 28.308  |
| Secteur  | Rongi       | 81,98            |         | 26.851  | 29.389  |
| Secteur  | Rugendabari | 42,75            |         | 16.920  | 17.363  |
| Secteur  | Shyogwe     | 36,02            |         | 44.771  | 50.966  |

## La Maire du District de Muhanga
La Maire du District de Muhanga s'appelle madame Kayitare Jacqueline.